# 마르티니크 에메 세제르 국제공항

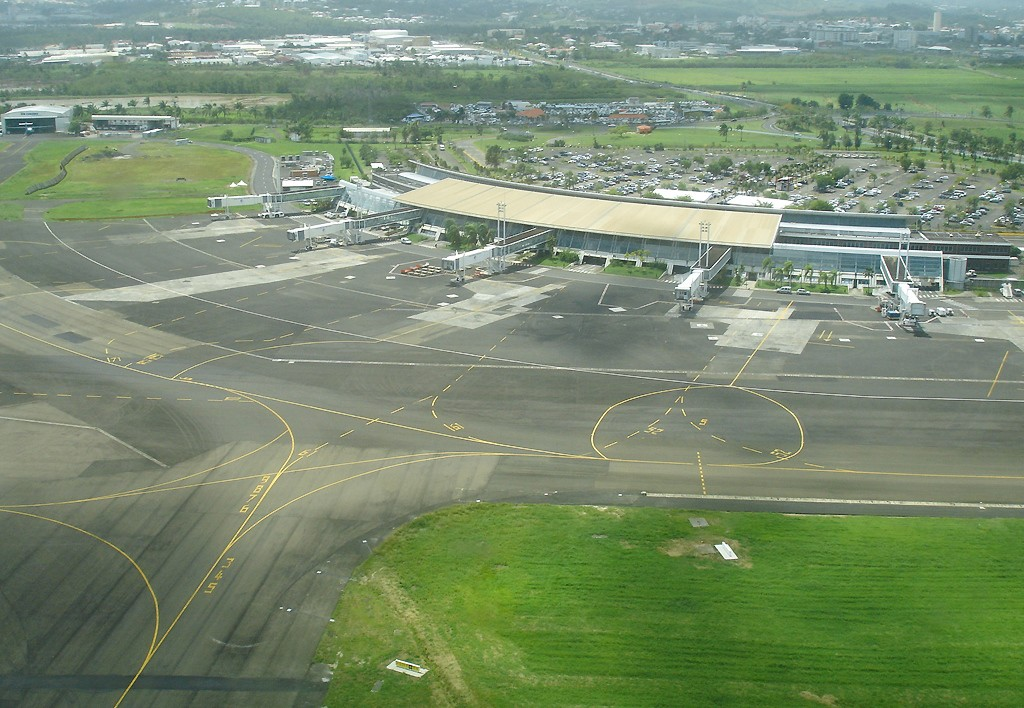

마르티니크 에메 세제르 국제공항(Martinique Aimé Césaire International Airport, 프랑스어: Aéroport international de Martinique-Aimé-Césaire, IATA: FDF, ICAO: TFFF)은 프랑스령 서인도 제도의 마르티니크의 국제공항이다. 르라망탱에 위치해 있으며 1950년 개장하였고 2007년 저자이자 정치인 에메 세제르의 이름을 따서 공항 이름이 변경되었다.